# Mariaan de Swardt
Mariaan de Swardt (Johannesburgo, 18 de março de 1971) é uma ex-tenista profissional sul-africana.

## Grand Slam finais

### Duplas: 1 (0-1)
| Posição | N.  | Data         | Torneio                | Piso  | Parceira        | Oponentes                        | Score in Final |
| vice    | 10. | 4 Julho 1999 | Wimbledon, Reino Unido | Grama | Elena Tatarkova | Lindsay Davenport Corina Morariu | 4–6, 4–6       |

### Duplas Mistas: 2 (2-0)
| Posição | N. | Data            | Torneio                               | Piso   | Parceiro    | Oponentes                     | Placar           |
| Campeã  | 1. | 31 Janeiro 1999 | Australian Open, Melbourne, Austrália | Duro   | David Adams | Max Mirnyi Serena Williams    | 6–4, 4–6, 7–6(5) |
| Campeã  | 2. | 11 Junho 2000   | Roland Garros, Paris, França          | Saibro | David Adams | Todd Woodbridge Rennae Stubbs | 6–3, 3–6, 6–3    |

## WTA Tour finais

### Simples 1
| Legenda: Antes de 2009  | Legenda: Depois de 2009 |
| ----------------------- | ----------------------- |
| Grand Slam (0/0)        |                         |
| WTA Championships (0/0) |                         |
| Tier I (0/0)            | Premier Mandatory (0/0) |
| Tier II (0/0)           | Premier 5 (0/0)         |
| Tier III (1/0)          | Premier (0/0)           |
| Tier IV & V (0/0)       | International (0/0)     |

| Posição | N. | Data           | Torneio                    | Piso | Oponente       | Placar        |
| Campeã  | 1. | 16 Agosto 1998 | Boston, Massachusetts, EUA | Duro | Barbara Schett | 3–6, 7–6, 7–5 |

### Duplas 9 (4–5)
| Posição | N. | Data             | Torneio                  | Piso        | Parceira           | Oponentes                                | Placar        |
| Vice    | 1. | 30 Abril 1995    | Barcelona, Espanha       | Saibro      | Iva Majoli         | Larisa Savchenko Arantxa Sánchez Vicario | 5–7, 6–4, 5–7 |
| Campeã  | 2. | 20 Maio 1995     | Bournemouth, Reino Unido | Saibro      | Ruxandra Dragomir  | Kerry-Anne Guse Patricia Hy              | 6–3, 6–5      |
| Vice    | 3. | 4 Fevereiro 1996 | Toquio, Japão            | Carpete (i) | Irina Spîrlea      | Gigi Fernández Natalia Zvereva           | 6–7, 3–6      |
| Campeã  | 4. | 19 Maio 1996     | Cardiff, Reino Unido     | Saibro      | Katrina Adams      | Els Callens Laurence Courtois            | 6–0, 6–4      |
| Campeã  | 5. | 20 Junho 1998    | Eastbourne, Reino Unido  | Grama       | Jana Novotná       | Arantxa Sánchez Vicario Natalia Zvereva  | 6–1, 6–3      |
| Vice    | 6. | 16 Agosto 1998   | Boston, EUA              | Duro        | Mary Joe Fernández | Lisa Raymond Rennae Stubbs               | 4–6, 4–6      |
| Vice    | 7. | 30 Agosto 1998   | New Haven, EUA           | Duro        | Jana Novotná       | Alexandra Fusai Nathalie Tauziat         | 1–6, 0–6      |
| Vice    | 8. | 18 Outubro 1998  | Zürich, Suíça            | Duro (i)    | Elena Tatarkova    | Venus Williams Serena Williams           | 7–5, 1–6, 3–6 |
| Campeã  | 9. | 16 Janeiro 1999  | Hobart, Austrália        | Duro        | Elena Tatarkova    | Alexia Dechaume-Balleret Émilie Loit     | 6–1, 6–2      |

### Confrontos Vs Tenistas Top Ten
- Anna Kournikova 1-0
- Martina Hingis 1-0
- Lindsay Davenport 2-0
- Venus Williams 1-0
- Steffi Graf 2-1
- Anke Huber 2-2
- Arantxa Sánchez Vicario 1-0
- Monica Seles 2-0
- Dominique Monami 1-2